# Шеломово (Ивановская область)
Шеломово — деревня в Заволжском районе Ивановской области. Входит в состав Сосневского сельского поселения.

## География
Деревня расположена в 3 км на восток от центра поселения села Долматовский и в 18 км на восток от райцентра Заволжска.

## История
В конце XIX — начале XX века деревня являлась центром Николаевской волости Кинешемского уезда Костромской губернии, с 1918 года — в составе Иваново-Вознесенской губернии.
С 1929 года являлась центром Шеломовского сельсовета Кинешемского района Ивановской области, с 1958 года — в составе Заволжского района, с 2005 года — в составе Долматовского сельского поселения, с 2009 года — в составе Сосневского сельского поселения.

## Население
| 1872 | 1897 | 2002 | 2010 |
| ---- | ---- | ---- | ---- |
| 91   | ↗119 | ↘9   | ↘4   |